# Clásica de San Sebastián 2011
La 31º edición de la Clásica de San Sebastián se disputó el sábado 30 de julio de 2011, por un circuito por la provincia de Guipúzcoa con inicio y final en San Sebastián, sobre un trazado de 234 kilómetros, repitiendo recorrido respecto a la edición anterior.
La prueba perteneció al UCI WorldTour 2011.
Participaron 21 equipos: 18 de categoría UCI ProTeam (al ser obligada su participación); más los 3 españoles de categoría Profesional Continental mediante invitación de la organización (Geox-TMC, Caja Rural y Andalucía Caja Granada). Formando así un pelotón de 162 ciclistas, con 8 corredores cada equipo (excepto el RadioShack, el Saxo Bank, el Ag2r La Mondiale y el QuickStep que salieron con 7 y el HTC-Highroad que salió con 6), de los que acabaron 71.
El ganador final fue Philippe Gilbert tras marcharse con facilidad del grupo cabecero de 10 unidades en el alto de Miracruz a la entrada de San Sebastián. Le acompañaron en el podio Carlos Barredo al atacar en el último kilómetro y Greg Van Avermaet al ganar el sprint del grupo, respectivamente.
En las clasificaciones secundarias se impusieron Julián Sánchez Pimienta (montaña), Matt Brammeier (metas volantes), Rabobank (equipos) y Haimar Zubeldia (mejor vasco-navarro).

## Clasificación final
| Posición | Ciclista          | Equipo             | Tiempo     |
| -------- | ----------------- | ------------------ | ---------- |
| 1.       | Philippe Gilbert  | Omega Pharma-Lotto | 5h 48' 52" |
| 2.       | Carlos Barredo    | Rabobank           | + 12"      |
| 2.       | Greg Van Avermaet | BMC Racing         | + 14"      |
| 3.       | Joaquim Rodríguez | Katusha            | m.t.       |
| 4.       | Dries Devenyns    | Quick Step         | m.t.       |
| 5.       | Fränk Schleck     | Leopard Trek       | m.t.       |
| 6.       | Haimar Zubeldia   | RadioShack         | m.t.       |
| 7.       | Samuel Sánchez    | Euskaltel-Euskadi  | m.t.       |
| 8.       | Rigoberto Urán    | Sky                | m.t.       |
| 9.       | Jelle Vanendert   | Omega Pharma-Lotto | + 50"      |
| 10.      | Simon Gerrans     | Sky Procycling     | + 2' 05"   |